# منتزه الخالدية
منتزه الخالدية هي حديقة عامة في حي الخالدية في الرياض، المملكة العربية السعودية. تقع في تقاطع طريقي الدائري الجنوبي وطريق علي بن أبي طالب. بدأت الحديقة في استقبال عدد كبير من الزوار بعد إعادة تأهيلها وإعادة افتتاحها بالكامل في عام 2009 على يد الأمير عبد العزيز عياف المقرن، أمين الرياض آنذاك. ويكثر زوار الحديقة خلال عطلات نهاية الأسبوع وعيد الفطر وعيد الأضحى وفي المناسبات العامة.

## تاريخ
بين أواخر عام 2008 وأوائل عام 2009، خضعت الحديقة لإعادة تأهيل من قبل أمين الرياض آنذاك، الأمير عبد العزيز عياف المقرن، وبتوجيهاته زُرعت 104 نخلة عربية وأنشئ ملعب متعدد الأغراض لكرة القدم وكرة الطائرة وكرة السلة، كما أُنشئ ملعبين للأطفال، ومناطق للجلوس مساحتها 11.4 مترًا مربعًا وخزانين مياه، والعديد من ممرات المشاة الداخلية بحوالي 630 مترًا. وافتُتحت الحديقة بعد ذلك في تاريخ 4 فبراير 2009 من قبل رئيس البلدية. وبعد شهرين، افتتح رئيس البلدية ممرًا للمشاة بطول 1160 مترًا وعرض 13.40 مترًا يحيط بالمتنزه.

## موقع
يقع متنزه الخالدية في جنوب حي الخالدية جنوب الرياض، بالمملكة العربية السعودية عند تقاطع طريقي الدائري الجنوبي وطريق علي بن أبي طالب. تبلغ مساحة الحديقة حوالي 5.6 هكتار.